# Myōken

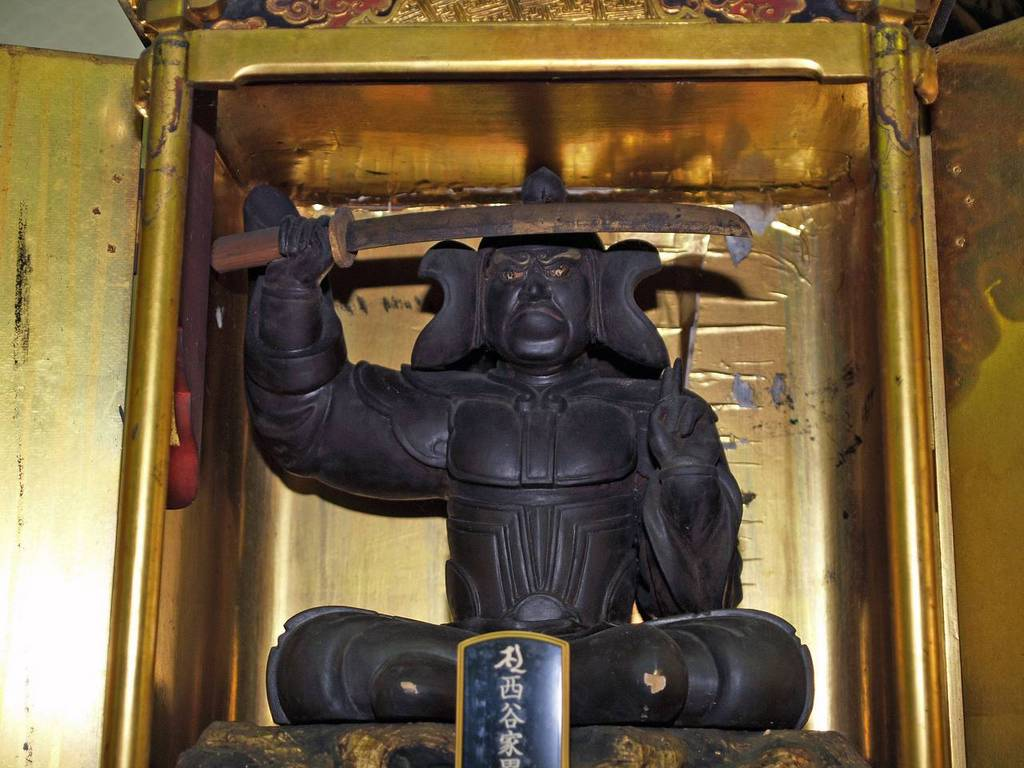
Myōken

Myōken (sánscrito: Sudṛṣṭi, japonés: 妙 見 菩薩 Myōken Bosatsu) es una deidad budista venerada como la deificación de la Estrella del Norte. La adoración de Myōken se asocia principalmente con las escuelas Nichiren, Shingon y Tendai del budismo japonés.